# Suangjasan
Suangjasan (egyszerűsített kínai írással: 双鸭山市, pinjin: ) prefektúra szintű város Kínában, Hejlungcsiang tartományban. 